# Leonardo Nogueira
Leonardo Nogueira (Río de Janeiro, 31 de octubre de 1979) es un director de televisión brasileño.
Inició su carrera en 1998, siendo asistente de dirección en la novela Torre de Babel, cuando todavía cursaba publicidad. En 2001, comenzó la oficina de dirección en la Rede Globo. Dos años después, fue asistente de dirección de la novela de las ocho Mujeres apasionadas, de Manoel Carlos, con dirección general y de núcleo de Ricardo Waddington, con quien mantuvo el equipo también en Cabocla, todavía como asistente de dirección, en las temporadas de 2006 y 2007 de Malhação, en esas ya en equipo de dirección, y en la temporada de 2010 de la serie, asumiendo su primera dirección general.
Junto con Fred Mayrink, Luciano Sabino, Roberto Carminatti, Marcelo Travesso y Marcos Schechtman, integró el equipo de dirección de la novela de las ocho Caminho das Índias, de Glória Pérez, que ganó el Premios Emmy a Mejor Telenovela.
En 2014, asume su primera dirección general de una "novela de las nueve", La sombra de Helena, que debe ser la última del autor Manoel Carlos.
En pareja desde 2009 con la actriz Giovanna Antonelli, ellos se conocieron durante las grabaciones de la novela Vivir la vida. Antes, estuvo con la también actriz Monique Alfradique. Leonardo y Giovanna tienen dos hijas, las gemelas Antônia y Sofia, que nacieron el 8 de octubre de 2010.

## Carrera
| Año  | Trabajo                     | Emisora    | Función                |
| ---- | --------------------------- | ---------- | ---------------------- |
| 1998 | Torre de Babel              | Rede Globo | Asistente de dirección |
| 2003 | Mujeres apasionadas         | Rede Globo | Asistente de dirección |
| 2004 | Cabocla                     | Rede Globo | Asistente de dirección |
| 2005 | América                     | Rede Globo | Asistente de dirección |
| 2006 | Malhação                    | Rede Globo | dirección              |
| 2007 | Malhação                    | Rede Globo | dirección              |
| 2008 | Malhação                    | Rede Globo | dirección              |
| 2008 | Casos e Acasos              | Rede Globo | dirección              |
| 2009 | India, una historia de amor | Rede Globo | dirección              |
| 2009 | Vivir la vida               | Rede Globo | dirección              |
| 2010 | Malhação                    | Rede Globo | dirección general      |
| 2011 | La vida sigue               | Rede Globo | dirección general      |
| 2013 | Flor del Caribe             | Rede Globo | dirección general      |
| 2014 | La sombra de Helena         | Rede Globo | dirección general      |
| 2015 | Malhação                    | Rede Globo | dirección general      |
| 2018 | O Tempo Não Para            | Rede Globo | dirección general      |